# Gran Ventisca de 1899
La Gran Ventisca de 1899 (en inglés The Great Blizzard of 1899), también conocida como el Gran Brote del Ártico de 1899 y la Ventisca del Día de San Valentín, fue un evento climático invernal muy severo que afectó a la mayor parte de los Estados Unidos, especialmente al este de las Montañas Rocosas. El 11 de febrero, la Corriente Vencejo en la actual Saskatchewan informó de una presión barométrica récord de 31,42 pulgadas de mercurio (1064 mb).

## El frío del Ártico
Mapa de temperatura de los Estados Unidos durante la tormenta
Para el período de registro 1895-2017:
- Febrero de 1899 fue el segundo febrero más frío en los Estados Unidos contiguos (detrás de solo 1936). La temperatura media fue de -3,61 °C, que fue 4,64 °C más fría que la media de 1895-2017 de 1,03 °C y 0,15 °C más cálida que la de febrero de 1936.
- De diciembre de 1898 a febrero de 1899 fue el tercer invierno meteorológico más frío en los Estados Unidos contiguos (detrás de los inviernos más fríos y el segundo más frío de 1978/79 y 1935/36, respectivamente). La temperatura media fue de 27,95 °F (-2,25 °C), que fue 4,47 °F (2,48 °C) más fría que el promedio de 1895-2017 de 32,42 °F (0,23 °C) y 1,34 °F (0,74 °C) más cálida que el invierno de 1978/79.[2]
- El febrero de 1899 fue el más frío de Kansas, Missouri y Wyoming.[6]
- El febrero de 1899 fue el segundo febrero más frío en Arkansas, Colorado, Mississippi, Montana, Nebraska, Oklahoma y Dakota del Sur.[2]

Las siguientes temperaturas bajas ocurrieron durante los últimos diez días de enero y las primeras tres semanas de febrero. Las regiones climáticas están definidas por los Centros Nacionales de Información Ambiental.[9]

### Noreste
Para el período de registro 1895-2017 en la región climática del noreste:
- El febrero de 1899 fue el 18 de febrero más frío. La temperatura media fue de -7,7 °C, que fue 2,6 °C más fría que la media de 1895-2017 de -5,1 °C y 4,3 °C más cálida que la del más frío febrero de 1934.
- De diciembre de 1898 a febrero de 1899 fue el 24º invierno meteorológico más frío. La temperatura media fue de -6,2 °C, que fue 1,4 °C más fría que la media de 1895-2017 de -4,7 °C y 3,1 °C más cálida que el invierno más frío de 1917/18.

## Víctimas, daños e inconvenientes
La Gran Ventisca de 1899  tuvo un impacto desastroso en muchas áreas de los Estados Unidos continentales y Cuba, ya que las personas, el ganado y la vida silvestre sucumbieron al frío glacial.
Las poblaciones de aves de EE. UU. fueron diezmadas en toda la nación. El condado de Henderson, en Tennessee, vio casi la completa extinción de su población de aves azules y el condado de Culpeper, así como la mayoría de los condados del norte y centro de Virginia perdieron casi todas sus codornices, teniendo que importar nuevas aves a finales de la adolescencia y en la década de 1920 para repoblar las zonas La Reinita de los Pinos también fue especialmente diezmada.
Se ha estimado que más de 100 personas murieron. En Brooklyn, Mary Goodwin, de 31 años, murió congelada y en The Dalles, Oregon, una mujer no identificada y con poca ropa fue encontrada congelada en un pasillo en un intento de encontrar calor. Se cree que los carteros Palmer y Hawkins de Nueva York se ahogaron al intentar entregar el correo. Se cree que su barco, volcado por los fuertes vientos, fue aplastado por el hielo flotante.
Los cultivos se arruinaron, y los huertos fueron completamente destruidos en Georgia. Walla Walla, la mayoría del trigo de Washington se congeló, siendo Eureka flat la que sufrió mayores daños.
El tráfico se paralizó por completo en todas las partes del país. Las barcazas en el río Misisipi, que en algunas partes estaba completamente congelado, y los Grandes Lagos fueron paralizados por el hielo. El tráfico de todas las vías férreas se retrasó o paralizó indefinidamente y los barcos de vapor y los transatlánticos también se retrasaron.